# Луїса Мондшайн Хальфон
Луїса С. Мондшайн Хальфон (ісп. Luisa C. Mondschein Halfon, Luisa C. Halfon de Mondschein}; 3 січня 1903, Маркулешти, Сороцький повіт, Бессарабська губернія — 2 червня 1985, Буенос-Айрес, Аргентина) — аргентинська поетеса.
Луїса Мондшайн-Хальфон народилася в бессарабському єврейському містечку Маркулешти (тепер місто у Флорештському районі Молдови) в 1903 році. У 1909 році разом з сім'єю переїхала до Аргентини, жила в Буенос-Айресі.
Протягом багатьох років викладала іспанську літературу в університеті Буенос-Айреса і публікувала вірші. Перший поетичний збірник «Docencia» вийшов в 1939 році, доповнене перевидання — в 1973 році. Проте популярність придбала своїми сонетами, перше зібрання яких («Sonetos») побачило світ у 1960 році. За ним пішли інші книги сонетів: «Sonetos y más sonetos» (Сонети і ще сонети, 1970), «Sonetos de amore y crimen» (Сонети любові і злочини, 1976), «Si alguien antaño» (Якщо хто-небудь коли-небудь, 1980). Її вірші увійшли до антології «Verso argentino actual» (Ediciones Acanto, 1975).
За заслуги перед аргентинською словесністю Мондшайн-Хальфон удостоєна звання поета-лауреата («Dama Laureada») аргентинської академії геральдики і поезії (Academia de Heraldica de Poesia) за підтримки Вільного Університету Америки (Universidad Libre de América). У 1947 році разом і зФрасесом Моралесом розділила першу премію Juegos de los Florales del Magisterio і обрана почесним членом Інституту Американської Культури (El Instituto de Cultura Americana). Померла в Буенос-Айресі в 1985 році.

## Книги
- Sonetos. — Bs. As.: Schiaffino Hnos., 1960.
- Sonetos y más sonetos. — Bs. As.: Lopez Miguel, 1970.
- Docencia. — Bs. As.: Cooproart, 1973 (первое издание — 1939).
- Sonetos de amore y crimen, plaqueta. — Bs. As., 1976.
- Si alguien antaño. — Bs. As., 1980.